# شيلا ميلو
شيلا ميلو (بالبرتغالية: Sheila Mello‏) (و. 1978  م) هي ممثلة، وراقصة، وعارضة برازيلية، ولدت في ساو باولو.

## وصلات خارجية
- شيلا ميلو على موقع IMDb (الإنجليزية)
- شيلا ميلو على موقع قاعدة بيانات الفيلم (الإنجليزية)

- شيلا ميلو في قاعدة بيانات الأفلام على الإنترنت